# Palestinští fedajíni

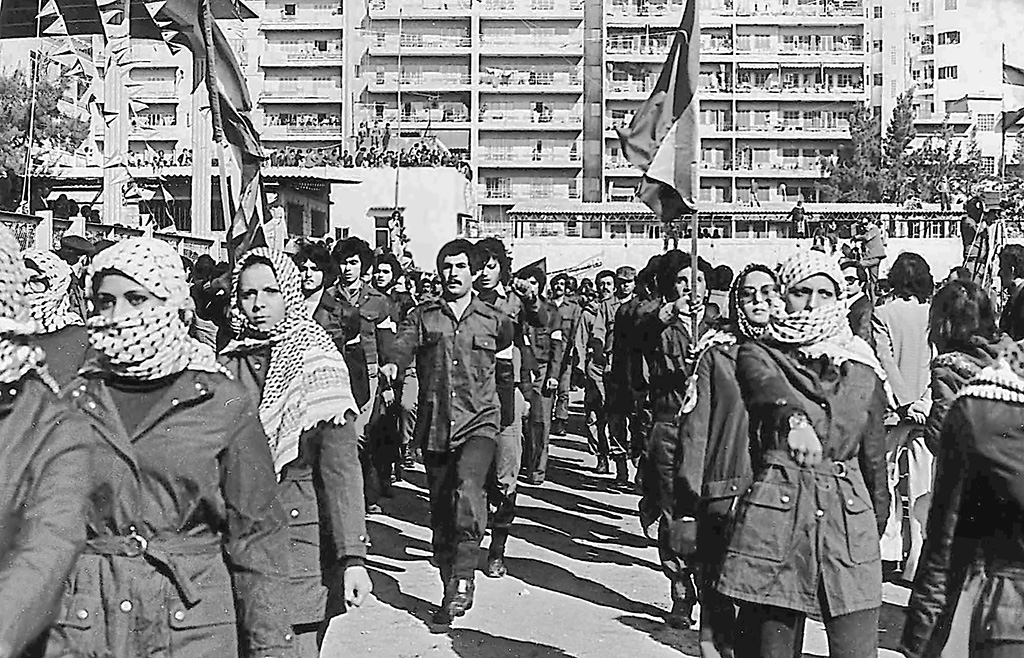
Fedajíni z Fatahu v Libanonu (1979)

Palestinští fedajíni (či fidájíni) (arabsky فدائيون‎, fidā'iyūn, česky připraveni zemřít) jsou označením pro palestinské militanty nebo partyzány. Z palestinského pohledu jde o bojovníky za svobodu nebo odboj, zatímco z izraelské strany jsou označováni za teroristy.
Aktivity fedajínů byly spojeny s palestinským národnostním hnutím. Byli inspirováni obdobnými partyzánskými hnutími ve Vietnamu, Číně, Alžírsku a v různých zemích Jižní Ameriky. Z ideologického hlediska často zastávali levicové ideologie (socialismus nebo komunismus). Za cíl si stanovili bojovat se sionistickým hnutím, ustanovit stát Palestina, a to na základě sekularismu, demokracie a nesektářství. Nicméně toto vymezení bylo poněkud obecné a různé skupiny fedajínů ho chápaly odlišně.

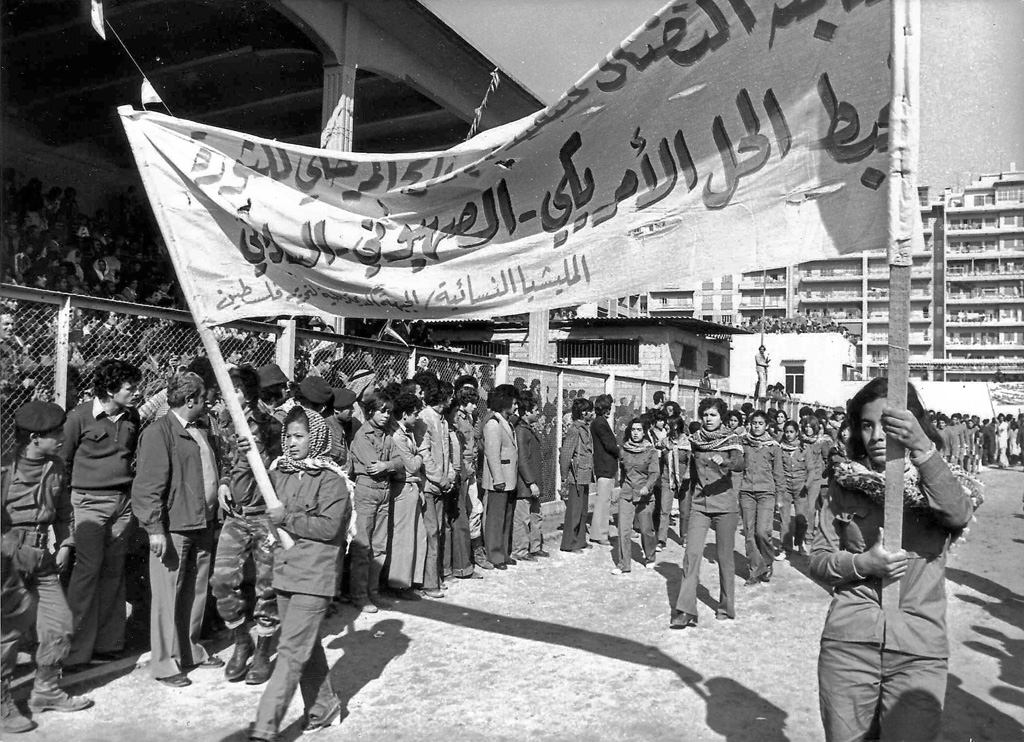
Fedajíni z Demokratické fronty pro osvobození Palestiny v Libanonu (1979)

Fedajíni se poprvé rekrutovali z řad palestinských Arabů, kteří uprchli nebo byli vyhnáni do okolních zemí během první arabsko-izraelské války v roce 1948. První průniky na Izraelem obsazeném území započaly koncem roku 1948. Jednalo se o neorganizované nájezdy jednotlivců či malých skupin, vesměs civilistů. Jejich cílem byly drobné krádeže majetku či úrody, pašování drog či peněz a v některých případech i snaha usadit se zpět na své půdě či navštívit příbuzné. Později začalo docházet i k drobným sabotážím. V dalších letech se ale začaly množit i střety s izraelskými vojáky a osadníky. K prvnímu ozbrojenému útoku v rámci tzv. povstání palestinských fedajínů došlo v roce 1951. Útoky byly vedeny ze Sýrie či Egypta, ale většinou z Jordánska. Izrael vedl odvetné vojenské operace proti vojenským či civilním cílům v Egyptě či Jordánsku, mezi nimi například Kibíjský masakr z října 1953. Pro tyto účely byla zřízena Jednotka 101 Ariela Šarona. Zpočátku neorganizované útoky začaly být od roku 1954 organizovány egyptskou tajnou službou, později se do financování a organizování útoků fedajínů zapojilo i Jordánsko a Sýrie. Obě strany útočily jak na civilisty, tak na vojenské cíle. Ze strany fedájínů útoky vyvrcholili v březnu 1954 při tzv. Masakru v Ma'ale Akrabimu.  Postupně se operace fedajínů do poloviny roku 1955 koncentrovaly na území Všepalestinského protektorátu pod správou Egypta. V polovině roku 1955 se Egypt rozhodl přesunout výchozí body operací fedájínů do Sýrie, Jordánska a Libanonu, kde jejich organizování převzali egyptští vojenští přidělenci.
Izrael uváděl, že fedajíni byli jednou z příčin Suezské krize (1956) a šestidenní války (1967). Po roce 1967 se skupiny fedajínů začlenily do Organizace pro osvobození Palestiny, ačkoliv si ponechaly jistou autonomii.